# Mullutu laht
Mullutu laht är en sjö på ön Ösel i Estland. Arean är 4,1 kvadratkilometer. Sjön ligger vid byarna Vennati och Kogula som fram till 2014 tillhörde Kärla kommun samt byn Mullutu och småköpingen (estniska: alevik) Nasva som tillhörde Kaarma kommun. Sedan 2017 är samtliga kommuner på ön förenade i Ösels kommun.
Mullutu laht ligger i ett låglänt område nära Ösels sydkust, 7 km väster om residensstaden Kuressaare. Sjön utgörs av en tidigare havsvik vilket markeras av dess namn där efterledet "laht" är estniska för ”vik”. Tillflöden är Kärla jõgi och Pühajõgi, den senare avvattnar de västerut liggande sjöarna Vägara laht och Paadla laht. Vid högvatten förenas Mullutu laht med den österut liggande sjön Suurlaht. Gemensamt utflöde är Nasva jõgi.